# لوکاس کروسپسکی
لوکاس کروسپسکی (انگلیسی: Lucas Kruspzky؛ زادهٔ ۶ آوریل ۱۹۹۲) بازیکن فوتبال اهل آرژانتین است. 
از باشگاه‌هایی که در آن بازی کرده‌است می‌توان به باشگاه فوتبال آرسنال ساراندی و باشگاه اتلتیکو ایندپندینته اشاره کرد.
وی همچنین در تیم‌های ملی فوتبال Argentina national under-17 football team و زیر ۲۳ سال آرژانتین بازی کرده است.